# Hanneke Boerma
Hanneke Boerma (Winschoten, 22 januari 1975) is een Nederlands diplomate en politica namens NSC. Sinds 19 juni 2025 is zij staatssecretaris van Buitenlandse Zaken (Buitenlandse Handel).

## Biografie
Boerma studeerde rechten aan de Rijksuniversiteit Groningen. Aansluitend behaalde ze nog een master of laws aan het Europacollege in Brugge. Na haar afstuderen werkte Boerma als beleidsmedewerker bij het ministerie van Economische Zaken, directie Europese integratie en interne markt. Van 2003 tot 2006 was ze werkzaam op het directoraat-generaal Europese integratie van het ministerie van Buitenlandse Zaken. Van 2007 tot 2010 was ze tweede secretaris op de Nederlandse ambassade in Pretoria, Zuid-Afrika; van 2010 tot 2013 eerste secretaris op de permanente vertegenwoordiging van Nederland bij de Verenigde Naties in New York. Van 2013 tot 2016 was ze clustercoördinator voor het Midden-Oosten vredesproces op het ministerie.
In 2017 werd Boerma benoemd tot plaatsvervangend hoofd van de interdepartementale Brexit-taskforce; in die functie was ze verantwoordelijk voor de nieuwe relatie tussen de Europese Unie en het Verenigd Koninkrijk. Van 2020 tot 2025 was zij werkzaam op de permanente vertegenwoordiging van het Koninkrijk der Nederlanden bij de Europese Unie als hoofd van het team verantwoordelijk voor contact met het Europees Parlement.
Op 19 juni 2025 werd Boerma benoemd als staatssecretaris op het ministerie van Buitenlandse Zaken, met als portefeuille Buitenlandse Handel. Zij nam deze portefeuille over van toenmalig Minister voor Buitenlandse Handel en Ontwikkelingshulp Reinette Klever, die was afgetreden toen de PVV zijn steun aan het Kabinet-Schoof introk.